# Maoqinggoucultuur
De Maoqinggoucultuur (Chinees: 毛庆沟文化, 800-200 v.Chr.) was een archeologische cultuur van Binnen-Mongolië (Liangcheng, prefectuur Ulanqab, Binnen-Mongolië, China), ten oosten van het Ordoscultuurgebied. 
De cultuur is vernoemd naar de Maoqinggou-begraafplaats. Dit is een belangrijke site voor het begrip van de noordelijke graslanden van China in de vroege ijzertijd. De site kent vier fasen, van de lente- en herfstperiode tot de late periode van de Strijdende Staten, inclusief een periode van vroege Xiongnu-bezetting. 
De site staat bekend om haar artefacten en wapens in Sakische stijl (Scythisch-Siberische dierstijl), die van een vergelijkbaar type zijn als de Sakische Ulaangomcultuur van West-Mongolië. Vooral de dolken hebben karakteristieke ornithomorfe stijlen en dateren uit de 6e eeuw v.Chr. De Maoqinggoucultuur wordt dan ook beschouwd als een Scythische cultuur. De cultuur verdween in de 3e en 2e eeuw v.Chr. met de komst van de Xiongnu. 
Er wordt gedacht dat de mensen van Maoqinggou rechtstreeks verband hielden met de nomadische culturen van Noord-China. Hun cultuur breidde zich sterk uit en verving in het noordoosten eerdere culturen zoals de Late Xiajiadiancultuur. 